# Karen Willcox
Karen Elizabeth Willcox MNZM é uma engenheira aeroespacial e cientista computacional mais conhecida por seu trabalho em modelagem de ordem reduzida e no estudo de métodos de multifidelidade . Ela é atualmente diretora do Oden Institute for Computational Engineering and Sciences e professora de Engenharia Aeroespacial e Engenharia Mecânica na Universidade do Texas em Austin.

## Carreira
Após seus estudos de doutorado, Willcox trabalhou na Boeing Phantom Works no grupo de design de aeronaves Blended-Wing-Body por um ano. Em 2001, ingressou como professora no Departamento de Aeronáutica e Astronáutica do MIT. Em 2008, ela também se tornou co-diretora fundadora do Centro de Engenharia Computacional do MIT. Ela ficou no MIT até julho de 2018. Durante este período, ela também teve visitas de curta duração nos Sandia National Laboratories, na University of Auckland e na Singapore University of Technology and Design. Em agosto de 2018, Willcox ingressou na Universidade do Texas em Austin para suceder J. Tinsley Oden como diretor do Instituto de Engenharia e Ciências Computacionais.
Willcox atuou no conselho editorial de vários periódicos; ela é atualmente editora de seção do SIAM Journal on Scientific Computing e editora associada do AIAA Journal e da Computing in Science &amp; Engineering, uma revista técnica do IEEE.
Além da pesquisa, Willcox também está envolvido em educação e política científica. Defensora da inovação no ensino, ela atuou como copresidente da Online Education Policy Initiative no MIT. Desde 2014, ela atua no Conselho Consultivo da Girls' Angle. Em 2015, ela recebeu uma bolsa First in the World do Departamento de Educação dos EUA.